# Regenreifen

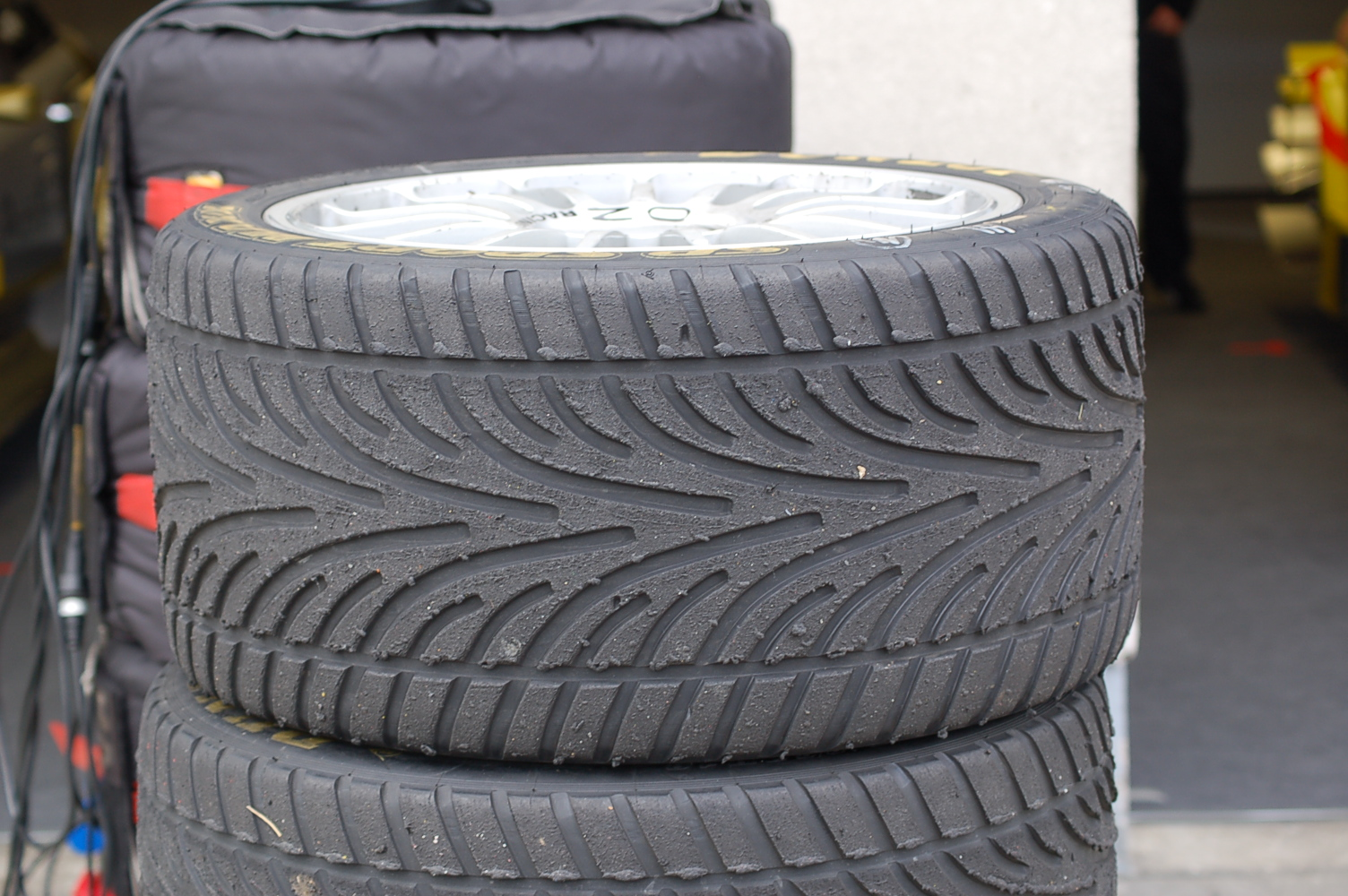
Regenreifen für einen DTM-Rennwagen

Als Regenreifen werden Rennreifen bezeichnet, die bei Motorsport-Veranstaltungen eingesetzt werden, wenn die Rennstrecke zumindest zum Teil nass ist und die Reifentypen Slick und Intermediate nicht mehr eingesetzt werden können oder zu langsam wären.

## Eigenschaften
Regenreifen haben eine sehr weiche Gummimischung, die auch bei niedrigen Streckentemperaturen noch für gute Haftung sorgt. Außerdem ist die Lauffläche stark profiliert, um Wasser gut ableiten zu können. Das Negativprofil entspricht vom Anteil und der Optik her zum Teil herkömmlichen Straßenreifen. Mit diesen Eigenschaften sind selbst bei strömendem Regen und stehendem Wasser auf der Strecke noch sehr hohe Geschwindigkeiten möglich. Die möglichen Querbeschleunigungen liegen selbst bei diesen Bedingungen noch über denen von straßenzugelassenen Reifen bei trockener Fahrbahn.

## Nachteile
Durch den hohen Negativprofilanteil und die weiche Gummimischung neigen Regenreifen zu sehr schnellem Verschleiß, wenn die Streckenbedingungen nicht mehr zum Einsatzzweck passen. Bei abtrocknender Fahrbahn vergrößert sich die Walkarbeit und damit die Reifentemperatur extrem; die Reifen beginnen im Grenzbereich zu „schwimmen“, also die Haftung sehr früh, aber sanft zu verlieren. Deshalb ist häufig zu beobachten, dass Rennfahrer bei diesen Konditionen nasse Streckenteile suchen und durchfahren, um die Reifen wieder abzukühlen. Das optimal nutzbare Temperaturfenster auf der Lauffläche endet bei etwa 60 °C; bei höheren Temperaturen sind Intermediates die bessere Wahl.

## Sonstiges
Die Reifenfirma Uniroyal bezeichnet einen ihrer Reifentypen ebenfalls als Regenreifen. Diese sind aber keine Rennreifen, sondern straßenzugelassene Serienreifen, die besonders gut auf nasser Fahrbahn funktionieren sollen. Da diese Reifen aber auch mit allen anderen nicht-winterlichen Straßenverhältnissen fertigwerden müssen, ist die Bezeichnung eher als Marketing-Einordnung zu verstehen.